# 巴音沟牧场
巴音沟牧场，是中华人民共和国新疆维吾尔自治区塔城地区乌苏市下辖的一个乡镇级行政单位。

## 行政区划
巴音沟牧场下辖以下地区：
牧业一队村、牧业二队村、牧业四队村、安集海队村、库来村、阔克塔勒村和牧业三队村。